# Primera División de Andorra 2024-25
La Primera División de Andorra 2024-25 (en catalán: Primera Divisió de Andorra 2024-25), oficialmente y por motivos de patrocinio Lliga Multisegur Assegurances, fue la 30.ª edición del campeonato de la máxima categoría de fútbol del Principado de Andorra. Fue organizada por la Federación Andorrana de Fútbol y disputada por 10 equipos.
La temporada comenzó el 14 de septiembre de 2024 y finalizó el 18 de mayo de 2025.

## Sistema de competición
El campeonato constará de una fase regular a tres vueltas. Los diez equipos se enfrentararán entre sí bajo el sistema de todos contra todos a tres ruedas, completando un total de 27 fechas.
El equipo que acumule más puntos se consagrará campeón y accederá a la ronda preliminar de la Liga de Campeones de la UEFA 2025-26. Asimismo, el subcampeón se clasificará para la Primera ronda clasificatoria de la Liga Conferencia de la UEFA 2025-26. Un segundo puesto para la Primera ronda clasificatoria de la Liga Conferencia de la UEFA 2025-26 será asignado al campeón de la Copa Constitució 2025.
Por otro lado, aquel equipo que logre menor puntuación descenderá directamente a la Segunda División, mientras que el penúltimo disputará una promoción contra el subcampeón de dicha categoría.
La clasificación se establecerá a partir de los puntos obtenidos en cada encuentro, otorgando tres por partido ganado, uno por empatado y ninguno en caso de derrota. En caso de igualdad de puntos entre dos o más equipos, se aplicarán, en el mencionado orden, los siguientes criterios de desempate:
1. Mayor cantidad de puntos en los partidos entre los equipos implicados;
2. Mejor diferencia de goles en los partidos entre los equipos implicados;
3. Mayor cantidad de goles a favor en los partidos entre los equipos implicados;
4. Mejor diferencia de goles en toda la temporada;
5. Mayor cantidad de goles a favor en toda la temporada.

## Ascensos y descensos
| Pos. | Descendidos de 1.ª División |
| ---- | --------------------------- |
| 9.º  | Carroi                      |
| 10.º | Atlètic Amèrica             |

| Pos. | Ascendidos de 2.ª División |
| ---- | -------------------------- |
| 1.º  | La Massana                 |
| 2.º  | Ranger's                   |

## Equipos participantes
| Equipo                  | Ciudad                  |
| ----------------------- | ----------------------- |
| Atlètic Club d'Escaldes | Las Escaldas-Engordany  |
| La Massana              | La Massana              |
| Ranger's                | Andorra la Vieja        |
| Penya Encarnada         | Andorra la Vieja        |
| Esperança d'Andorra     | Andorra la Vieja        |
| Inter Club d'Escaldes   | Las Escaldas-Engordany  |
| FC Ordino               | Ordino                  |
| Pas de la Casa          | El Pas de la Casa       |
| FC Santa Coloma         | Santa Coloma de Andorra |
| UE Santa Coloma         | Santa Coloma de Andorra |

| Parroquia              | N.º | Equipos                                                                           |
| ---------------------- | --- | --------------------------------------------------------------------------------- |
| Andorra la Vieja       | 5   | Ranger's, Penya Encarnada, FC Santa Coloma, UE Santa Coloma y Esperança d'Andorra |
| Las Escaldas-Engordany | 2   | Atlètic Club d'Escaldes y Inter Club d'Escaldes                                   |
| Ordino                 | 1   | Ordino                                                                            |
| Encamp                 | 1   | Pas de la Casa                                                                    |
| La Massana             | 1   | La Massana                                                                        |

## Clasificación
| Pos. | Equipo                    | Pts. | PJ | G  | E | P  | GF | GC  | Dif. | Clasificación 2025–26                       |
| ---- | ------------------------- | ---- | -- | -- | - | -- | -- | --- | ---- | ------------------------------------------- |
| 1    | Inter Club d'Escaldes (C) | 62   | 27 | 18 | 8 | 1  | 84 | 19  | +65  | Ronda preliminar de la Liga de Campeones    |
| 2    | Atlètic Club d'Escaldes   | 55   | 27 | 16 | 7 | 4  | 70 | 25  | +45  | Primera Ronda de la Liga Europa Conferencia |
| 3    | FC Santa Coloma           | 52   | 27 | 16 | 4 | 7  | 42 | 28  | +14  | Primera Ronda de la Liga Europa Conferencia |
| 4    | UE Santa Coloma           | 49   | 27 | 14 | 7 | 6  | 56 | 24  | +32  |                                             |
| 5    | Ranger's                  | 48   | 27 | 13 | 9 | 5  | 59 | 20  | +39  |                                             |
| 6    | Ordino                    | 33   | 27 | 9  | 6 | 12 | 32 | 48  | −16  |                                             |
| 7    | Penya Encarnada           | 30   | 27 | 9  | 6 | 12 | 32 | 46  | −14  |                                             |
| 8    | Pas de la Casa            | 29   | 27 | 8  | 5 | 14 | 35 | 36  | −1   |                                             |
| 9    | Esperança d'Andorra       | 7    | 27 | 1  | 4 | 22 | 14 | 92  | −78  | Promoción por la permanencia                |
| 10   | La Massana (D)            | 5    | 27 | 1  | 2 | 24 | 10 | 102 | −92  | Descenso a la Segunda División 2025-26      |

Actualizado a los partidos jugados el 18 de mayo de 2025.
 Fuente: FAF
Notas:
1. ↑  se le descontaron 3 puntos

## Fixture
- Los horarios corresponden a la CET (Hora Central Europea) UTC+1 en horario estándar y UTC+2 en horario de verano.

### Primera vuelta
| Pas de la Casa        | 1 - 2 | Ordino                  | Centre d'Entrenament de la FAF 1                                       | 14 de septiembre                                                       | 20:30                                                                  |
| UE Santa Coloma       | 0 - 1 | FC Santa Coloma         | Centre d'Entrenament de la FAF 1                                       | 15 de septiembre                                                       | 11:00                                                                  |
| Inter Club d'Escaldes | 6 - 1 | La Massana              | Centre d'Entrenament de la FAF 1                                       | 15 de septiembre                                                       | 13:30                                                                  |
| Ranger's              | 4 - 0 | Esperança d'Andorra     | Centre d'Entrenament de la FAF 1                                       | 15 de septiembre                                                       | 16:00                                                                  |
| Penya Encarnada       | -     | Atlètic Club d'Escaldes | Partido no realizado. Penya fue sancionado con la pérdida de 3 puntos. | Partido no realizado. Penya fue sancionado con la pérdida de 3 puntos. | Partido no realizado. Penya fue sancionado con la pérdida de 3 puntos. |

| FC Santa Coloma         | 1 - 1 | Ranger's              | Centre d'Entrenament de la FAF 1 | 21 de septiembre | 20:30 |
| Esperança d'Andorra     | 0 - 3 | Inter Club d'Escaldes | Centre d'Entrenament de la FAF 1 | 22 de septiembre | 11:00 |
| Atlètic Club d'Escaldes | 3 - 2 | Pas de la Casa        | Centre d'Entrenament de la FAF 1 | 22 de septiembre | 13:30 |
| La Massana              | 1 - 3 | Penya Encarnada       | Centre d'Entrenament de la FAF 1 | 22 de septiembre | 16:00 |
| Ordino                  | 0 - 2 | UE Santa Coloma       | Centre d'Entrenament de la FAF 1 | 22 de septiembre | 18:30 |

| Pas de la Casa          | 2 - 2 | UE Santa Coloma     | Centre d'Entrenament de la FAF 1 | 28 de septiembre | 20:30 |
| Ranger's                | 3 - 0 | Ordino              | Centre d'Entrenament de la FAF 1 | 29 de septiembre | 11:00 |
| Penya Encarnada         | 4 - 1 | Esperança d'Andorra | Centre d'Entrenament de la FAF 1 | 29 de septiembre | 13:30 |
| Inter Club d'Escaldes   | 2 - 0 | FC Santa Coloma     | Centre d'Entrenament de la FAF 1 | 29 de septiembre | 16:00 |
| Atlètic Club d'Escaldes | 3 - 1 | La Massana          | Centre d'Entrenament de la FAF 1 | 29 de septiembre | 18:30 |

| Esperança d'Andorra | 0 - 5 | Atlètic Club d'Escaldes | Centre d'Entrenament de la FAF 1 | 5 de octubre | 20:30 |
| La Massana          | 0 - 4 | Pas de la Casa          | Centre d'Entrenament de la FAF 1 | 6 de octubre | 11:00 |
| UE Santa Coloma     | 0 - 1 | Ranger's                | Centre d'Entrenament de la FAF 1 | 6 de octubre | 13:30 |
| Ordino              | 0 - 4 | Inter Club d'Escaldes   | Centre d'Entrenament de la FAF 1 | 6 de octubre | 16:00 |
| FC Santa Coloma     | 2 - 1 | Penya Encarnada         | Centre d'Entrenament de la FAF 1 | 6 de octubre | 18:30 |

| La Massana              | 1 - 1 | Esperança d'Andorra | Centre d'Entrenament de la FAF 1 | 19 de octubre | 20:30 |
| Atlètic Club d'Escaldes | 4 - 2 | FC Santa Coloma     | Centre d'Entrenament de la FAF 1 | 20 de octubre | 11:00 |
| Penya Encarnada         | 0 - 0 | Ordino              | Centre d'Entrenament de la FAF 1 | 20 de octubre | 13:30 |
| Inter Club d'Escaldes   | 3 - 2 | UE Santa Coloma     | Centre d'Entrenament de la FAF 1 | 20 de octubre | 16:00 |
| Pas de la Casa          | 0 - 0 | Ranger's            | Centre d'Entrenament de la FAF 1 | 20 de octubre | 18:30 |

| Ordino              | 2 - 2 | Atlètic Club d'Escaldes | Centre d'Entrenament de la FAF 1 | 26 de octubre | 20:30 |
| UE Santa Coloma     | 2 - 1 | Penya Encarnada         | Centre d'Entrenament de la FAF 1 | 27 de octubre | 11:00 |
| FC Santa Coloma     | 2 - 0 | La Massana              | Centre d'Entrenament de la FAF 1 | 27 de octubre | 13:30 |
| Esperança d'Andorra | 0 - 2 | Pas de la Casa          | Centre d'Entrenament de la FAF 1 | 27 de octubre | 16:00 |
| Ranger's            | 2 - 2 | Inter Club d'Escaldes   | Centre d'Entrenament de la FAF 1 | 27 de octubre | 18:30 |

| Penya Encarnada         | 0 - 6 | Ranger's              | Centre d'Entrenament de la FAF 1 | 2 de noviembre | 20:30 |
| Esperança d'Andorra     | 0 - 2 | FC Santa Coloma       | Centre d'Entrenament de la FAF 1 | 3 de noviembre | 11:00 |
| Pas de la Casa          | 1 - 1 | Inter Club d'Escaldes | Centre d'Entrenament de la FAF 1 | 3 de noviembre | 13:30 |
| Atlètic Club d'Escaldes | 0 - 0 | UE Santa Coloma       | Centre d'Entrenament de la FAF 1 | 3 de noviembre | 16:00 |
| La Massana              | 0 - 3 | Ordino                | Centre d'Entrenament de la FAF 1 | 3 de noviembre | 18:30 |

| Inter Club d'Escaldes | 5 - 1 | Penya Encarnada         | Centre d'Entrenament de la FAF 1 | 9 de noviembre  | 20:30 |
| UE Santa Coloma       | 5 - 0 | La Massana              | Centre d'Entrenament de la FAF 1 | 10 de noviembre | 11:00 |
| Ordino                | 3 - 1 | Esperança d'Andorra     | Centre d'Entrenament de la FAF 1 | 10 de noviembre | 13:30 |
| Pas de la Casa        | 2 - 0 | FC Santa Coloma         | Centre d'Entrenament de la FAF 1 | 10 de noviembre | 16:00 |
| Ranger's              | 3 - 2 | Atlètic Club d'Escaldes | Centre d'Entrenament de la FAF 1 | 10 de noviembre | 18:30 |

| Penya Encarnada         | 1 - 0 | Pas de la Casa        | Centre d'Entrenament de la FAF 1 | 23 de noviembre | 20:30 |
| FC Santa Coloma         | 3 - 1 | Ordino                | Centre d'Entrenament de la FAF 1 | 24 de noviembre | 11:00 |
| Atlètic Club d'Escaldes | 3 - 1 | Inter Club d'Escaldes | Centre d'Entrenament de la FAF 1 | 24 de noviembre | 13:30 |
| La Massana              | 0 - 4 | Ranger's              | Centre d'Entrenament de la FAF 1 | 24 de noviembre | 16:00 |
| Esperança d'Andorra     | 0 - 5 | UE Santa Coloma       | Centre d'Entrenament de la FAF 1 | 24 de noviembre | 18:30 |

### Segunda vuelta
| UE Santa Coloma         | 2 - 0 | Penya Encarnada     | Centre d'Entrenament de la FAF 1 | 30 de noviembre | 20:30 |
| Inter Club d'Escaldes   | 0 - 0 | Ranger's            | Centre d'Entrenament de la FAF 1 | 1 de diciembre  | 11:00 |
| Atlètic Club d'Escaldes | 0 - 0 | FC Santa Coloma     | Centre d'Entrenament de la FAF 1 | 1 de diciembre  | 13:30 |
| Ordino                  | 2 - 1 | La Massana          | Centre d'Entrenament de la FAF 1 | 1 de diciembre  | 16:00 |
| Pas de la Casa          | 1 - 0 | Esperança d'Andorra | Centre d'Entrenament de la FAF 1 | 1 de diciembre  | 18:30 |

| Penya Encarnada       | 0 - 0 | Ranger's                | Centre d'Entrenament de la FAF 1 | 8 de diciembre  | 13:30 |
| Ordino                | 0 - 1 | FC Santa Coloma         | Centre d'Entrenament de la FAF 1 | 8 de diciembre  | 16:00 |
| Inter Club d'Escaldes | 0 - 0 | Atlètic Club d'Escaldes | Centre d'Entrenament de la FAF 1 | 8 de diciembre  | 18:30 |
| Pas de la Casa        | 1 - 2 | UE Santa Coloma         | Centre d'Entrenament de la FAF 1 | 10 de diciembre | 10:30 |
| La Massana            | 5 - 0 | Esperança d'Andorra     | Centre d'Entrenament de la FAF 1 | 11 de diciembre | 20:45 |

| La Massana              | 0 - 4 | FC Santa Coloma     | Centre d'Entrenament de la FAF 1 | 14 de diciembre | 20:30 |
| Inter Club d'Escaldes   | 3 - 0 | Ordino              | Centre d'Entrenament de la FAF 1 | 15 de diciembre | 11:00 |
| UE Santa Coloma         | 4 - 0 | Esperança d'Andorra | Centre d'Entrenament de la FAF 1 | 15 de diciembre | 13:30 |
| Atlètic Club d'Escaldes | 6 - 1 | Penya Encarnada     | Centre d'Entrenament de la FAF 1 | 15 de diciembre | 16:00 |
| Ranger's                | 0 - 1 | Pas de la Casa      | Centre d'Entrenament de la FAF 1 | 15 de diciembre | 18:30 |

| Inter Club d'Escaldes | 9 - 0 | La Massana              | Centre d'Entrenament de la FAF 1 | 18 de enero | 20:30 |
| Pas de la Casa        | 2 - 2 | Atlètic Club d'Escaldes | Centre d'Entrenament de la FAF 1 | 19 de enero | 11:00 |
| UE Santa Coloma       | 1 - 1 | Ranger's                | Centre d'Entrenament de la FAF 1 | 19 de enero | 13:30 |
| FC Santa Coloma       | 3 - 2 | Esperança d'Andorra     | Centre d'Entrenament de la FAF 1 | 19 de enero | 16:00 |
| Ordino                | 0 - 1 | Penya Encarnada         | Centre d'Entrenament de la FAF 1 | 19 de enero | 18:30 |

| Esperança d'Andorra | 0 - 7 | Ranger's                | Centre d'Entrenament de la FAF 1 | 25 de enero | 20:30 |
| La Massana          | 0 - 0 | Penya Encarnada         | Centre d'Entrenament de la FAF 1 | 26 de enero | 11:00 |
| Ordino              | 2 - 1 | Pas de la Casa          | Centre d'Entrenament de la FAF 1 | 26 de enero | 13:30 |
| UE Santa Coloma     | 1 - 0 | Atlètic Club d'Escaldes | Centre d'Entrenament de la FAF 1 | 26 de enero | 16:00 |
| FC Santa Coloma     | 2 - 2 | Inter Club d'Escaldes   | Centre d'Entrenament de la FAF 1 | 26 de enero | 18:30 |

| UE Santa Coloma         | 2 - 2 | Ordino              | Centre d'Entrenament de la FAF 1 | 1 de febrero | 20:30 |
| Inter Club d'Escaldes   | 9 - 1 | Esperança d'Andorra | Centre d'Entrenament de la FAF 1 | 2 de febrero | 11:00 |
| Penya Encarnada         | 0 - 1 | FC Santa Coloma     | Centre d'Entrenament de la FAF 1 | 2 de febrero | 13:30 |
| Pas de la Casa          | 4 - 0 | La Massana          | Centre d'Entrenament de la FAF 1 | 2 de febrero | 16:00 |
| Atlètic Club d'Escaldes | 3 - 1 | Ranger's            | Centre d'Entrenament de la FAF 1 | 2 de febrero | 18:30 |

| FC Santa Coloma     | 1 - 0 | Pas de la Casa          | Centre d'Entrenament de la FAF 1 | 8 de febrero | 20:30 |
| Ordino              | 2 - 1 | Ranger's                | Centre d'Entrenament de la FAF 1 | 9 de febrero | 11:00 |
| La Massana          | 0 - 6 | UE Santa Coloma         | Centre d'Entrenament de la FAF 1 | 9 de febrero | 13:30 |
| Penya Encarnada     | 1 - 1 | Inter Club d'Escaldes   | Centre d'Entrenament de la FAF 1 | 9 de febrero | 16:00 |
| Esperança d'Andorra | 0 - 5 | Atlètic Club d'Escaldes | Centre d'Entrenament de la FAF 1 | 9 de febrero | 18:30 |

| Atlètic Club d'Escaldes | 3 - 0 | Ordino                | Centre d'Entrenament de la FAF 1 | 15 de febrero | 20:30 |
| FC Santa Coloma         | 1 - 1 | UE Santa Coloma       | Centre d'Entrenament de la FAF 1 | 16 de febrero | 11:00 |
| Pas de la Casa          | 1 - 3 | Inter Club d'Escaldes | Centre d'Entrenament de la FAF 1 | 16 de febrero | 13:30 |
| Ranger's                | 2 - 0 | La Massana            | Centre d'Entrenament de la FAF 1 | 16 de febrero | 16:00 |
| Esperança d'Andorra     | 1 - 2 | Penya Encarnada       | Centre d'Entrenament de la FAF 1 | 16 de febrero | 18:30 |

| Inter Club d'Escaldes | 3 - 0 | UE Santa Coloma         | Centre d'Entrenament de la FAF 1 | 22 de febrero | 20:30 |
| Penya Encarnada       | 1 - 0 | Pas de la Casa          | Centre d'Entrenament de la FAF 1 | 23 de febrero | 11:00 |
| Ranger's              | 1 - 0 | FC Santa Coloma         | Centre d'Entrenament de la FAF 1 | 23 de febrero | 13:30 |
| Esperança d'Andorra   | 2 - 2 | Ordino                  | Centre d'Entrenament de la FAF 1 | 23 de febrero | 16:00 |
| La Massana            | 0 - 6 | Atlètic Club d'Escaldes | Centre d'Entrenament de la FAF 1 | 23 de febrero | 18:30 |

### Tercera vuelta
| Ranger's                | 6 - 2 | Penya Encarnada       | Centre d'Entrenament de la FAF 1 | 1 de marzo | 20:30 |
| FC Santa Coloma         | 4 - 0 | Esperança d'Andorra   | Centre d'Entrenament de la FAF 1 | 2 de marzo | 11:00 |
| Atlètic Club d'Escaldes | 4 - 0 | Ordino                | Centre d'Entrenament de la FAF 1 | 2 de marzo | 13:30 |
| UE Santa Coloma         | 2 - 1 | Pas de la Casa        | Centre d'Entrenament de la FAF 1 | 2 de marzo | 16:00 |
| La Massana              | 0 - 6 | Inter Club d'Escaldes | Centre d'Entrenament de la FAF 1 | 2 de marzo | 18:30 |

| Inter Club d'Escaldes | 0 - 0 | Atlètic Club d'Escaldes | Centre d'Entrenament de la FAF 1 | 8 de marzo | 20:30 |
| Esperança d'Andorra   | 1 - 1 | Ranger's                | Centre d'Entrenament de la FAF 1 | 9 de marzo | 11:00 |
| Penya Encarnada       | 2 - 0 | La Massana              | Centre d'Entrenament de la FAF 1 | 9 de marzo | 13:30 |
| Ordino                | 1 - 3 | UE Santa Coloma         | Centre d'Entrenament de la FAF 1 | 9 de marzo | 16:00 |
| Pas de la Casa        | 1 - 2 | FC Santa Coloma         | Centre d'Entrenament de la FAF 1 | 9 de marzo | 18:30 |

| UE Santa Coloma         | 0 - 0 | Inter Club d'Escaldes | Centre d'Entrenament de la FAF 1 | 29 de marzo | 20:30 |
| Ranger's                | 5 - 0 | La Massana            | Centre d'Entrenament de la FAF 1 | 30 de marzo | 11:00 |
| Esperança d'Andorra     | 0 - 1 | Pas de la Casa        | Centre d'Entrenament de la FAF 1 | 30 de marzo | 13:30 |
| Atlètic Club d'Escaldes | 1 - 0 | Penya Encarnada       | Centre d'Entrenament de la FAF 1 | 30 de marzo | 16:00 |
| FC Santa Coloma         | 0 - 1 | Ordino                | Centre d'Entrenament de la FAF 1 | 30 de marzo | 18:30 |

| Inter Club d'Escaldes | 1 - 0 | FC Santa Coloma         | Centre d'Entrenament de la FAF 1 | 5 de abril | 20:30 |
| La Massana            | 0 - 4 | Atlètic Club d'Escaldes | Centre d'Entrenament de la FAF 1 | 6 de abril | 11:00 |
| Ordino                | 1 - 1 | Esperança d'Andorra     | Centre d'Entrenament de la FAF 1 | 6 de abril | 13:30 |
| Pas de la Casa        | 0 - 0 | Ranger's                | Centre d'Entrenament de la FAF 1 | 6 de abril | 16:00 |
| Penya Encarnada       | 2 - 2 | UE Santa Coloma         | Centre d'Entrenament de la FAF 1 | 6 de abril | 18:30 |

| Ranger's            | 1 - 1 | Atlètic Club d'Escaldes | Centre d'Entrenament de la FAF 1 | 12 de abril | 20:30 |
| Pas de la Casa      | 1 - 2 | Ordino                  | Centre d'Entrenament de la FAF 1 | 13 de abril | 11:00 |
| UE Santa Coloma     | 6 - 0 | La Massana              | Centre d'Entrenament de la FAF 1 | 13 de abril | 13:30 |
| Esperança d'Andorra | 0 - 7 | Inter Club d'Escaldes   | Centre d'Entrenament de la FAF 1 | 13 de abril | 16:00 |
| FC Santa Coloma     | 1 - 0 | Penya Encarnada         | Centre d'Entrenament de la FAF 1 | 13 de abril | 18:30 |

| La Massana              | 1 - 4 | FC Santa Coloma     | Centre d'Entrenament de la FAF 1 | 26 de abril | 19:00 |
| Atlètic Club d'Escaldes | 2 - 0 | UE Santa Coloma     | Centre d'Entrenament de la FAF 1 | 27 de abril | 11:00 |
| Ordino                  | 0 - 2 | Ranger's            | Centre d'Entrenament de la FAF 1 | 27 de abril | 13:30 |
| Penya Encarnada         | 4 - 1 | Esperança d'Andorra | Centre d'Entrenament de la FAF 1 | 27 de abril | 16:00 |
| Inter Club d'Escaldes   | 3 - 0 | Pas de la Casa      | Centre d'Entrenament de la FAF 1 | 27 de abril | 18:30 |

| Pas de la Casa      | 0 - 2 | Penya Encarnada           | Centre d'Entrenament de la FAF 1 | 3 de mayo | 19:30 |
| Ordino              | 0 - 4 | Inter Club d'Escaldes (C) | Centre d'Entrenament de la FAF 1 | 4 de mayo | 11:00 |
| FC Santa Coloma     | 3 - 1 | Atlètic Club d'Escaldes   | Centre d'Entrenament de la FAF 1 | 4 de mayo | 13:30 |
| Ranger's            | 0 - 1 | UE Santa Coloma           | Centre d'Entrenament de la FAF 1 | 4 de mayo | 16:00 |
| Esperança d'Andorra | 1 - 0 | La Massana                | Centre d'Entrenament de la FAF 1 | 4 de mayo | 18:30 |

| Ranger's                | 2 - 3 | Inter Club d'Escaldes | CE Francesc Vila                 | 11 de mayo | 11:00 |
| La Massana              | 0 - 5 | Pas de la Casa        | Centre Esportiu d'Alàs           | 11 de mayo | 11:00 |
| UE Santa Coloma         | 1 - 2 | FC Santa Coloma       | Centre d'Entrenament de la FAF 1 | 11 de mayo | 11:00 |
| Atlètic Club d'Escaldes | 5 - 1 | Esperança d'Andorra   | Campo de fútbol de Ordino        | 11 de mayo | 11:00 |
| Penya Encarnada         | 1 - 1 | Ordino                | Centre d'Entrenament de la FAF 1 | 11 de mayo | 13:30 |

| Inter Club d'Escaldes | 3 - 2 | Penya Encarnada         | Centre d'Entrenament de la FAF 1 | 16 de mayo | 10:30 |
| Ordino                | 5 - 1 | La Massana              | Centre d'Entrenament de la FAF 1 | 18 de mayo | 11:00 |
| Esperança d'Andorra   | 0 - 4 | UE Santa Coloma         | CE Francesc Vila                 | 18 de mayo | 11:00 |
| Pas de la Casa        | 1 - 5 | Atlètic Club d'Escaldes | Centre d'Entrenament de la FAF 1 | 18 de mayo | 13:30 |
| FC Santa Coloma       | 0 - 5 | Ranger's                | Centre d'Entrenament de la FAF 1 | 18 de mayo | 16:00 |

## Promoción por la permanencia
El noveno colocado en la clasificación de la primera división disputó una serie a doble partido, uno como visitante y otro como local, ante el tercer colocado de la Segunda División. El ganador de la eliminatoria participará de la siguiente temporada de la Primera Divisió.
| 24 de mayo de 2025, 20:30; | City Escaldes | 0:2 (0:1) | Esperança d'Andorra                     | CE Francesc Vila, La Massana    |                                 |
|                            |               | Reporte   | David Corominas 29' · Roberto López 89' | Árbitro(s): Antoine Chiaramonti | Árbitro(s): Antoine Chiaramonti |

| 28 de mayo de 2025, 20:30; | Esperança d'Andorra | Cancelado | City Escaldes | Centre d'Entrenament de la FAF 1, Andorra la Vieja |             |
| |                     | Reporte   |               | Árbitro(s):                                        | Árbitro(s): |
| Una alineación indebida del City Escaldes en el partido de ida hizo que el Esperança d'Andorra se lleve la promoción. Ambos clubes permanecieron en sus respectivas ligas. El Esperança d'Andorra en la Primera División y City Escaldes en la Segunda División. |                     |           |               |                                                    |             |

## Goleadores
- Actualizado el 18 de mayo de 2025.[2]

| Pos. | Jugador         | Club                    | Goles |
| ---- | --------------- | ----------------------- | ----- |
| 1    | Guillaume López | Inter Club d'Escaldes   | 20    |
|      | Armando León    | Ranger's                | 20    |
| 3    | Pedja Muñoz     | Atlètic Club d'Escaldes | 14    |
| 4    | Sascha Andreu   | Inter Club d'Escaldes   | 13    |
| 5    | Rafinha         | Inter Club d'Escaldes   | 12    |
|      | Borja Morales   | Ordino                  | 12    |
|      | Christian       | Atlètic Club d'Escaldes | 12    |